# Діаспора (біологія)
Діаспора — частина рослини, що природно відокремлюється від неї та виконує функцію поширення (розселення) і розмноження на новому місці.

Розрізняють вегетативні діаспори (бульба, цибулина, виводкова брунька) і генеративні (спори, насіння, плоди, супліддя).
Багато видів степових і пустельних трав'янистих рослин утворюють після відмирання круглі жмути (перекотиполе), які качаються по вітру, розсіюючи насіння.
В австралійських та південноафриканських посушливих регіонах рослини адаптувались до розпорошення насіння мурахами (мірмекохорія). Вирости на насінні(елайосом) містять велику кількість поживних речовин. Зазвичай мурахи переносять діаспору до свого гнізда, де вони можуть з'їсти елайосом і викинути насіння, а насіння згодом може прорости. Насіння, що знаходиться у мурашнику, захищене від пожеж, що часто відбуваються в посушливому кліматі.